# Makiko Kinoshita
Pour les articles homonymes, voir Kinoshita.
Makiko Kinoshita (木下 牧子, Kinoshita Makiko, née en 1956) est une compositrice japonaise. née à Tokyo, elle étudie la composition à l'Université des arts de Tokyo,.

## Prix et distinctions
- Premier prix, Concours de musique du Japon
- Prix exceptionnel de composition de la fondation symphonique du Japon
- Mitsubishi Trust Art and Cultural Foundation award (2003)

## Œuvres
Kinoshita est connue au Japon pour sa musique chorale, mais elle écrit également pour orchestre et ensemble de chambre et instruments. Parmi ses œuvres on compte :
- Koten pour orchestre
- Fantaisie, pour orchestre
- Aura pour orchestre
- Alice's Adventures in Wonderland (opéra)
- Abyss of Night (pour orchestre)
- Sinfonietta (pour cordes)
- Gothic (pour ensemble à vents)
- Rain (pour orchestre de mandolines)
- Percussion Concerto  (pour perc.solo et ensemble de percussion)
- The Trembling Moon (pour ensemble de percussion)
- Twisting Landscapes (pour clarinette, violon et piano)
- A Circuit of Dreams (pour piano)
- Jashumon-Hikyoku (pour voix mixtes et orchestre)
- Blue (pour voix de femmes et percussions)
- Nirvana (chant et piano)
- Circuit of Dream (suite pour piano)[3]

Sa musique a été enregistrée et publiée sur CD, dont :
- The Trembling Moon, (musique de chambre / ALM Records)
- Jashumon-Hikyoku (chœur et orchestre / Fontec)
- Blessing (chœur sans accompagnement / Japan Traditional Cultures Foundation)
- Tsuyoshi Mihara Sings Makiko Kinoshita (lied album / Fontec)